# Sacculinella
Sacculinella es un género de foraminífero bentónico de la subfamilia Saccammininae, de la familia Saccamminidae, de la superfamilia Saccamminoidea, del suborden Saccamminina y del orden Astrorhizida. Su especie tipo es Sacculinella australis. Su rango cronoestratigráfico abarca el Pérmico.

## Discusión
Clasificaciones previas incluían Sacculinella en la superfamilia Astrorhizoidea, así como en el suborden Textulariina del orden Textulariida.

## Clasificación
Sacculinella incluye a la siguiente especie:
- Sacculinella australis †